# Stuart Parker
Stuart Parker (* 30. September 1997 in Port Elizabeth, Südafrika) ist ein britischer Tennisspieler.

## Persönliches
Parker wird von der ehemaligen Nummer 4 der Welt, Thomas Enqvist, in Aix en Provence trainiert.

## Karriere
Parker spielte nicht auf ITF Junior Tour.
Bei den Profis spielte Parker ab 2016 vereinzelt Turniere. 2019 nahm er an mehr Turnieren teil und erreichte in diesem Jahr im Einzel zwei Halbfinals auf der drittklassigen ITF Future Tour. Im Doppel zog er in sein erstes Finale ein. 2020 konnte er nochmal in die Vorschlussrunde einziehen, ehe er 2021 vier Future-Finals erreichte, von denen er drei gewann – im Doppel gewann er ebenfalls einen Titel. Im Einzel stieg er so auf Platz 540 der Weltrangliste. In Nottingham verlor Parker bei seinem ersten Turnier der ATP Challenger Tour. Im Londoner Queen’s Club kam er durch eine Wildcard im Doppel zu seinem ersten Einsatz auf der ATP Tour. An der Seite von James Ward verlor er in der ersten Runde gegen die britische Paarung aus Luke Bambridge und Dominic Inglot in zwei Sätzen. Eine Woche später erhielt er abermals eine Wildcard und konnte so sein Debüt bei einem Grand-Slam-Turnier geben. Kurioserweise bekam er es mit Ward erneut mit Bambridge und Inglot zu tun, die sich wiederum in zwei Sätzen durchsetzten. Im Einzel unterlag Parker in der Qualifikation der beiden Turniere jeweils ebenfalls jeweils zum Auftakt.
2022 erreichte er im Einzel bislang ein Future-Halbfinale.

## Erfolge
| Legende (Anzahl der Siege) |
| Grand Slam                 |
| ATP Finals                 |
| ATP Tour Masters 1000      |
| ATP Tour 500               |
| ATP Tour 250               |
| ATP Challenger Tour (2)    |

### Einzel

#### Turniersiege
| Nr. | Datum              | Turnier    | Belag     | Finalgegner   | Ergebnis        |
| --- | ------------------ | ---------- | --------- | ------------- | --------------- |
| 1.  | 11. September 2022 | Nonthaburi | Hartplatz | Arthur Cazaux | 6:4, 4:1 aufgg. |

### Doppel

#### Turniersiege
| Nr. | Datum           | Turnier     | Belag     | Partner        | Finalgegner              | Ergebnis |
| --- | --------------- | ----------- | --------- | -------------- | ------------------------ | -------- |
| 1.  | 16. August 2025 | Hersonissos | Hartplatz | Filippo Moroni | Dan Added Arthur Reymond | 6:4, 6:4 |